# Герб Овруцького району
Герб Овруцького району — офіційний символ Овруцького району, затверджений 21 жовтня 2005 р. рішенням сесії районної ради.

## Опис
Щит розтятий зеленим і лазуровим. На червоному щитку з срібною нитяною облямівкою Архістратиг Михаїл у золотих обладунках, з золотими мечем і терезами, що стоїть на срібній хмарі. Щит обрамлений вінком із золотих колосків, лазурових квіток льону з зеленим листям, зелених соснових гілок і дубового листя. Вінок оповитий вишитим рушником.